# خوان سانشيز راميريز
خوان سانشيز راميريز (بالإسبانية: Juan Sánchez Ramírez)‏ هو رجل قضاء إسباني، ولد في 1762 في كوتويي في جمهورية الدومينيكان، وتوفي في 1811.